# Coprinellus bisporiger
Coprinellus bisporiger är en svampart som först beskrevs av Buller ex P.D. Orton, och fick sitt nu gällande namn av Redhead, Vilgalys & Moncalvo 2001. Coprinellus bisporiger ingår i släktet Coprinellus och familjen Psathyrellaceae.  Arten är reproducerande i Sverige. Inga underarter finns listade i Catalogue of Life.